# Itelmenische Literatur
Itelmenische Literatur ist die Literatur des kleinen kamtschatkischen Volkes der Itelmenen. Die itelmenische Sprache gehört zu den tschuktscho-kamtschadalischen Sprachen. Die Itelmenen leben im Osten der Halbinsel Kamtschatka (Rajon Tigil, Autonomer Kreis der Korjaken) und in der Oblast Magadan.

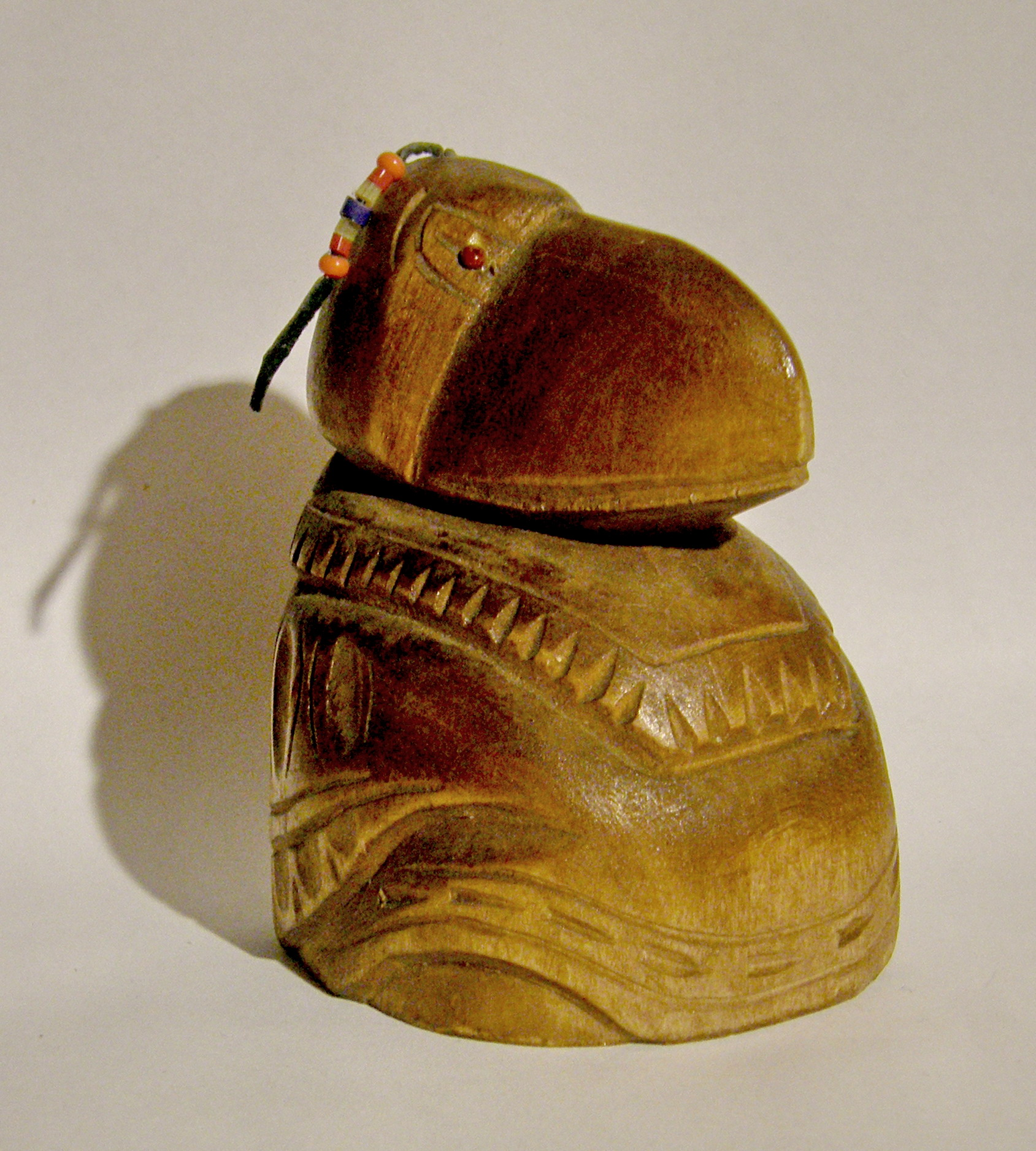
Kutch (russ. Кутх) – die mythologische Figur des Raben in einer Holzschnitzerei (Kamtschatka)

## Geschichte
Zur Zeit des Russischen Kaiserreichs waren die Itelmenen (Kamtschadalen) Analphabeten und die Folklore entwickelte sich erst. Ende des 19. Jahrhunderts begannen exilierte russische Revolutionäre, spätere Wissenschaftler, ethnografisches Material der Völker des Nordens und des Fernen Ostens zu studieren, zu sammeln und zu bearbeiten: Wladimir Tan-Bogoras und Wladimir Jochelson. Während der Sowjetzeit leistete Jelisaweta Orlowa einen großen Beitrag zur Entwicklung der itelmenischen Linguistik.

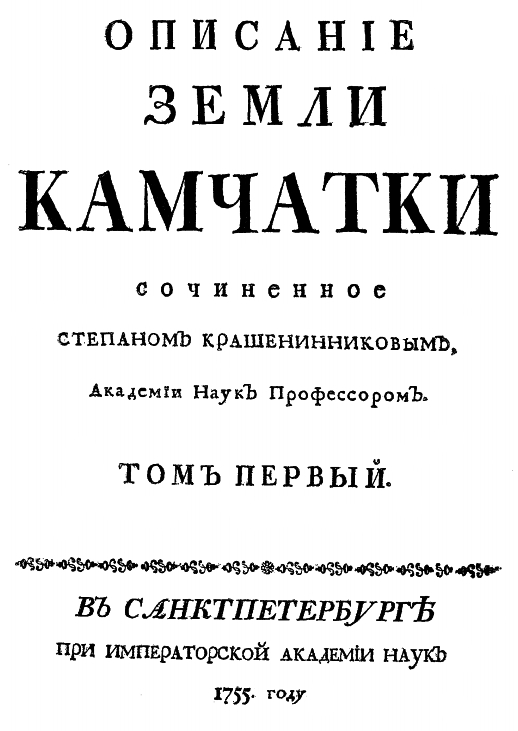
Titelseite Stepan Krascheninnikow:
„Beschreibung des Landes Kamtschatka“ / Описание Земли Камчатки (1755)

Der russischen Website Biblioteka sibirskogo krajewedenija zufolge wurden die ersten Aufzeichnungen von Texten der Itelmenen-Folklore im 20. Jahrhundert gemacht. Frühere Quellen enthalten Aufzeichnungen der Itelmenen-Mythologie und -Folklore, allerdings nur in russischer Sprache. Die wichtigste unter diesen Quellen ist das Buch von Stepan Krascheninnikow (1713–1755): 
Beschreibung des Landes Kamtschatka. Die meisten der im 20. Jahrhundert aufgezeichneten volkstümlichen Texte gehören zum Genre der Märchen: Märchen, Tiergeschichten oder Geschichten aus dem Alltag. Die Hauptfigur ist der Rabe Kutch. In der Mythologie ist er auch die Hauptfigur, der Demiurg, der Schöpfer Kamtschatkas (wie auch bei den Korjaken, Tschuktschen und anderen, die dieses Bild von den Itelmenen übernommen haben).
Der erste professionelle itelmenische Schriftsteller war Georgy Porotow (1929-1985). Eine weitere Schriftstellerin und Sammlerin der itelmenischen Folklore ist die Dichterin und Prosaistin Nelja Suzdalowa. Tatjana Gutorowa (1930-2003), eine Expertin und Sammlerin von itelmenischer und korjakischer Folklore, begann ihre Arbeit in den 1960er Jahren.
In der Neuzeit sind die Werke von Klawdija Chaloimowa recht bekannt.

## Persönlichkeiten
- Wladimir Bogoras (1865–1936)
- Waldemar Jochelson (1855–1937)
- Georgi Germanowitsch Porotow (russisch Георгий Германович Поротов, wiss. Transliteration Georgij Germanovič Porotov)
- Jelisaweta Porfirjewna Orlowa (russisch Елизавета Порфирьевна Орлова, wiss. Transliteration Elizaveta Porfir'evna Orlova)
- Nelja Dmitrijewna Susdalowa (russisch Нэля Дмитриевна Суздалова, wiss. Transliteration Nėlja Dmitrievna Suzdalova)
- Tatjana Jewstropowna Gutorowa (russisch Татьяна Евстроповна Гуторова, wiss. Transliteration Tat'jana Evstropovna Gutorova)
- Klawdija Nikolajewna Chaloimowa (russisch Клавдия Николаевна Халоймова, wiss. Transliteration Klavdija Nikolaevna Chalojmova)
- Stepan Krascheninnikow (1711–1755): Описание земли Камчатки (Beschreibung des Landes Kamtschatka)